# هواة الكيمياء
هواة الكيمياء أو الكيمياء المنزلية هي السعي وراء الكيمياء كهواية خاصة. عادةً ما يتم إجراء كيمياء الهواة باستخدام أي مواد كيميائية متوفرة عند التخلص منها في خصوصية منزل المرء. لا ينبغي الخلط بينه وبين الكيمياء السرية, والتي تنطوي على الإنتاج غير المشروع للأدوية الخاضعة للرقابة. ومن أشهر الكيميائيين الهواة أوليفر ساكس والسير إدوارد إلجار.

## تاريخها
طوال معظم القرن العشرين, كانت كيمياء الهواة هواية غير استثنائية ، حيث كانت مجموعات الكيمياء عالية الجودة متاحة بسهولة ، وبيع موردي المختبرات مجانًا للهواة. على سبيل المثال ، لم يواجه لينوس باولنغ صعوبة في شراء سيانيد البوتاسيوم في سن الحادية عشرة. ومع ذلك ، وبسبب المخاوف المتزايدة بشأن الإرهاب والمخدرات والسلامة, أصبح الموردون مترددين بشكل متزايد في البيع للهواة ، وتم تخفيض مجموعات الكيمياء بشكل مطرد. استمر هذا الاتجاه تدريجيًا ، تاركًا الهواة في أجزاء كثيرة من العالم دون الوصول إلى معظم الكواشف الكيميائية.

## أبرز الكيميائيين الهواة
- هيوليت باكارد .
- وكان طبيب الأعصاب البريطاني أوليفر ساكس من الهواة في شبابه، كما هو موضح في مذكراته التنغستن العم : ذكريات الصبا من المواد الكيميائية .
- مارس الكيمياء الهواة في شبابه و الحائز على جائزة نوبل في الكيمياء لينوس بولينغ .

## القيود
في حين أن الهواية ربما تكون قانونية في معظم الولايات القضائية, العلاقة بين الكيميائيين الهواة ووكالات إنفاذ القانون غالبًا ما تكون مشحونة. غالبًا ما يتأثر الهواة بالقوانين التي تهدف إلى مكافحة المخدرات والإرهاب. علاوة على ذلك, ترفض العديد من دور الإمداد بالمواد الكيميائية البيع للهواة, مع ذكر مثل هذه السياسات في بعض الأحيان علناً.

### كندا
في كندا, يتم تقييد مجموعة واسعة من الكواشف المختبرية الأساسية مثل حمض النيتريك وبيروكسيد الهيدروجين باعتبارها «سلائف المتفجرات».

### ألمانيا
داهمت الشرطة الكيميائيين الألمان الهواة, على الرغم من عدم حيازتهم مواد كيميائية غير قانونية.

### الولايات المتحدة
في الولايات المتحدة, بعض المناطق لديها لوائح صارمة فيما يتعلق بملكية المواد الكيميائية والمعدات. على سبيل المثال, طلبت تكساس ذات مرة تسجيل حتى أبسط الأواني الزجاجية للمختبرات. ومع ذلك, تم إلغاء هذا المطلب في 6 يونيو 2019.